# Tschatkal
Der Tschatkal (kirgisisch Чаткал; usbekisch Chatqol; russisch Чатка́л, auch Каракульджа Karakuldscha) ist ein Quellfluss des Chirchiq in Kirgisistan und Usbekistan.
Der Tschatkal entspringt an der Südwestflanke des Talas-Alataus im kirgisischen Oblus Dschalal-Abad. Er fließt in südwestlicher Richtung durch das Bergland. Östlich des Flusslaufs erstreckt sich der Höhenzug des Tschatkalgebirges. Im Unterlauf durchfließt der Tschatkal das Besch-Aral-Naturreservat, wendet sich später nach Westen und erreicht die usbekische Provinz Taschkent. Er mündet schließlich nach 223 km in das südöstliche Ende des Chorvoq-Stausees, welcher vom Syrdarja-Zufluss Chirchiq entwässert wird.
Sein Einzugsgebiet umfasst 7110 km². Der Tschatkal wird hauptsächlich von der Schneeschmelze gespeist. Der mittlere Abfluss (MQ) nahe der Mündung beträgt 122 m³/s, die größten Abflüsse betragen 920 m³/s. Kanysch-Kyja, das Verwaltungszentrum des Rajons Tschatkal, liegt am Mittellauf des Tschatkal.
Tschingis Aitmatow beschreibt in seiner Erzählung Aug in Auge („Лицом к лицу“, 1958), die während der Kulakenverfolgung und des Zweiten Weltkrieges spielt, den geplanten Fluchtweg über einen Pass zu einem sicheren Ort im Tschatkal-Tal.